# Pietro Tortorici
Pietro Tortorici (Trapani, 2 maggio 1891 – Palermo, 9 aprile 1966) è stato un matematico italiano.

## Biografia
Dopo la laurea in matematica, conseguita all'Università di Pisa nel 1912 con una tesi in geometria differenziale sotto la guida di Luigi Bianchi, quale alunno pure della Scuola Normale Superiore dal 1908, si volse, dal 1915, all'insegnamento nelle scuole medie.
Dopo la partecipazione al primo conflitto mondiale, conseguì, nel 1919, anche una seconda laurea in ingegneria civile all'Università di Palermo, quindi l'abilitazione all'insegnamento, presso la Scuola Normale di Pisa, nel 1920. Nel 1922, ottenne la libera docenza in analisi matematica.
Nel 1924, vinse un concorso alla cattedra di analisi matematica dell'Accademia Navale di Livorno, ma non vi prese mai servizio, rimanendo a insegnare nei licei e negli istituti tecnici di Palermo fino al 1933, quando vinse, al contempo, un concorso alla cattedra di geometria analitica e proiettiva all'Università di Messina ed un altro alla cattedra di topografia e geodesia della Facoltà di Ingegneria dell'Università di Palermo, optando per quest'ultima, che la resse fino al 1960, quando fu collocato in quiescenza, indi nominato professore emerito.
Tuttavia, sempre all'Università di Palermo, tenne anche, per incarico, vari altri corsi d'insegnamento, fra cui quelli di analisi infinitesimale, analisi superiore, calcolo delle probabilità, astronomia, misure e impianti elettrici, matematiche complementari.
Tortorici è ricordato, come matematico, per i suoi studi e le sue ricerche in geometria differenziale, che iniziò a Pisa sotto la guida del suo maestro, Luigi Bianchi, che lo tenne sempre in grande considerazione.
I suoi risultati più importanti furono ottenuti, a partire dai primi anni '20, applicando i metodi analitici della teoria delle equazioni differenziali ad argomenti e fatti geometrici, pervenendo a risultati di una certa rilevanza nella teoria delle superfici.
Dalla fine degli anni '30 in poi, si dedicò prevalentemente allo studio e alla ricerca nel campo della geodesia teorica e delle sue applicazioni, seguendo gli insegnamenti e le linee di ricerca dei suoi maestri, Pizzetti e Mineo. Al suo attivo, ebbe circa un centinaio di pubblicazioni e lavori scientifici.
Da ricordare, infine, la sua attività didattica di insegnante prima e docente universitario poi, con la stesura di vari ed apprezzati testi e manuali su vari capitoli della matematica (geometria, analisi matematica, logica, aritmetica), nonché sulla geodesia e la topografia.